# Basílica de San Gereón
La basílica de San Gereón (en alemán: Basilika Sankt Gereon) es una destacada iglesia católica románica de Alemania, erigida en Colonia, y dedicada al mártir local San Gereón. Fue elevada al rango de basílica menor el 25 de junio de 1920.
La primera mención a una iglesia dedicada a San Gereón en este lugar aparece en el 612. Sin embargo, la construcción de la galería del coro, del ábside y del transepto se produjeron más tarde, comenzando bajo el arzobispo Arnold II von Wied en 1151, y terminando en 1227. Es una de las doce grandes iglesias en Colonia que fueron construidas en estilo románico. San Gereón tiene una planta curiosa y muy irregular: la nave está cubierta por una cúpula ovalada decagonal, de 21,0 m de largo y 16,9 m de ancho, que fue terminada en 1227; descansa sobre los restos de las antiguas murallas romanas, que son todavía visibles. Es la cúpula más grande construida en Occidente entre la construcción de la de la iglesia de Santa Sofía, en el siglo VI, y la del Duomo de Florencia, en el siglo XV.
Ernst Seifert fabricó un órgano en la iglesia en 1898. En el siglo XX, el arquitecto Andreas Dilthey trabajó en su interior.

## Galería de imágenes

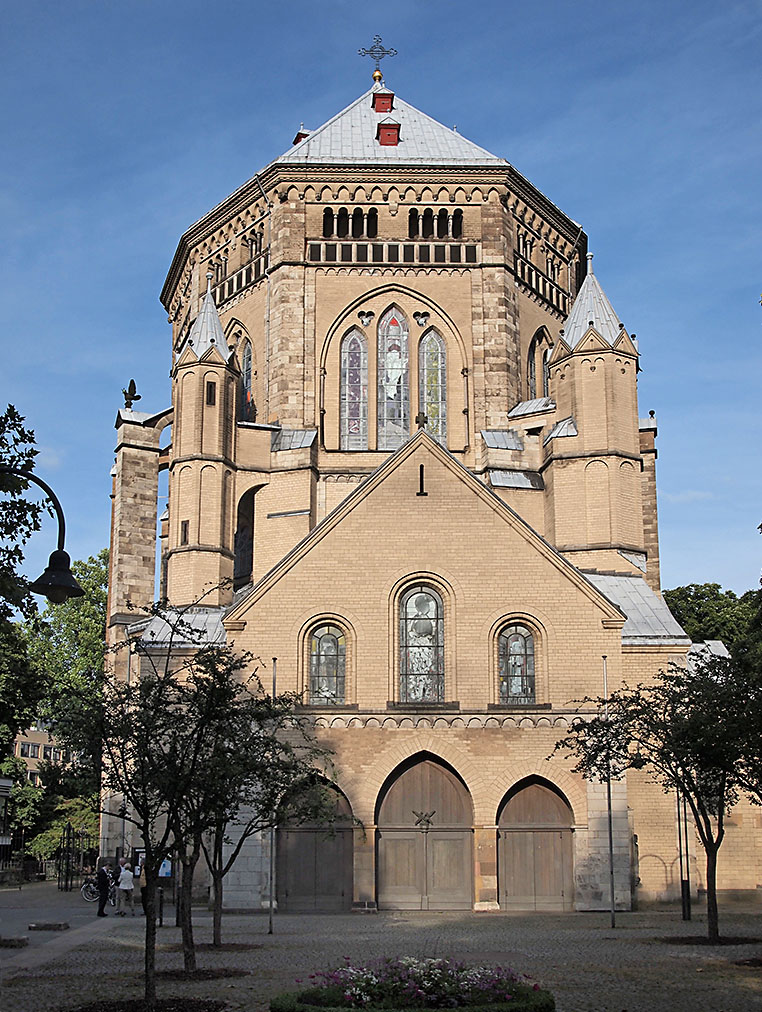
Fachada de San Gereón
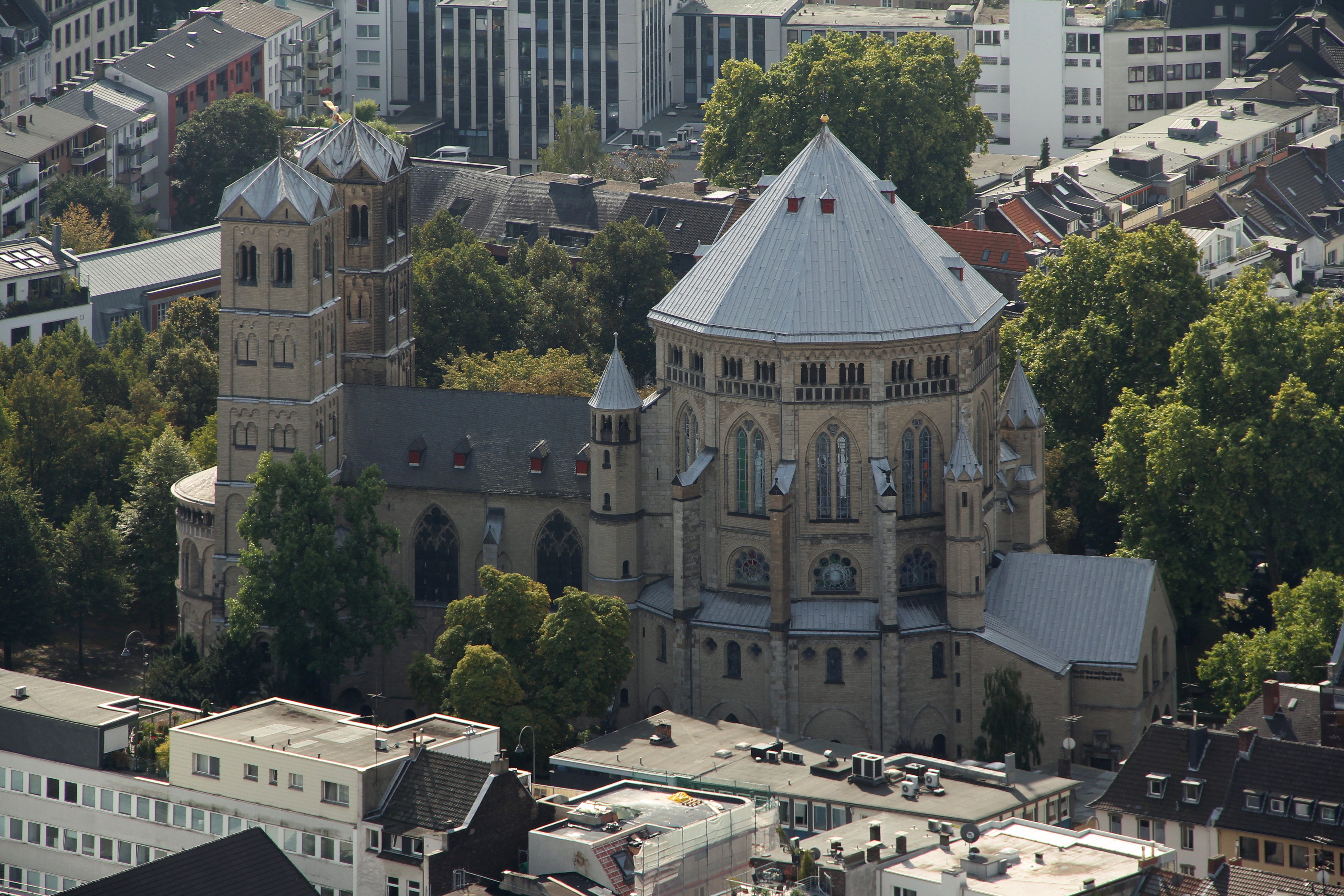
Vista de conjunto
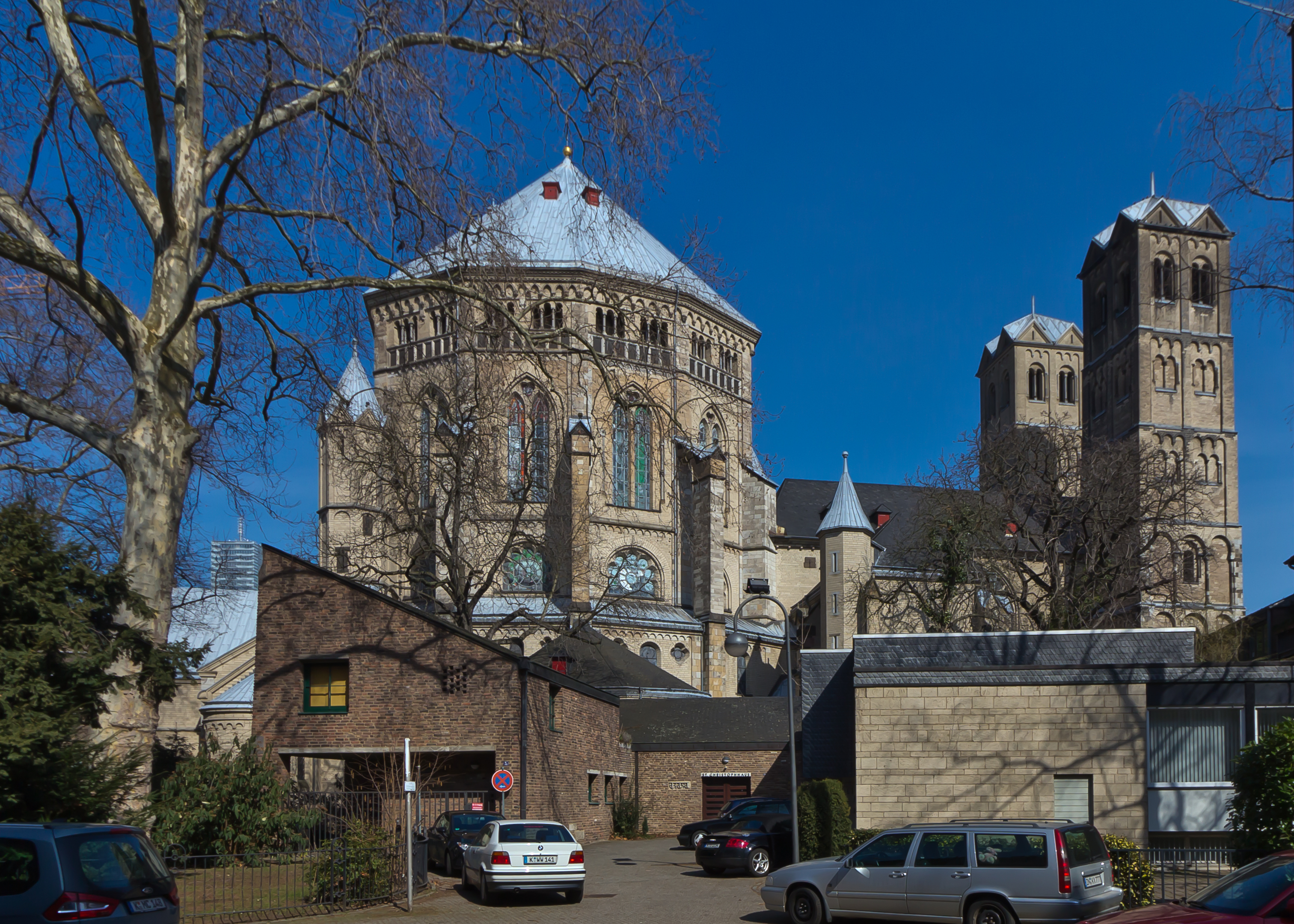
Vista de la basílica

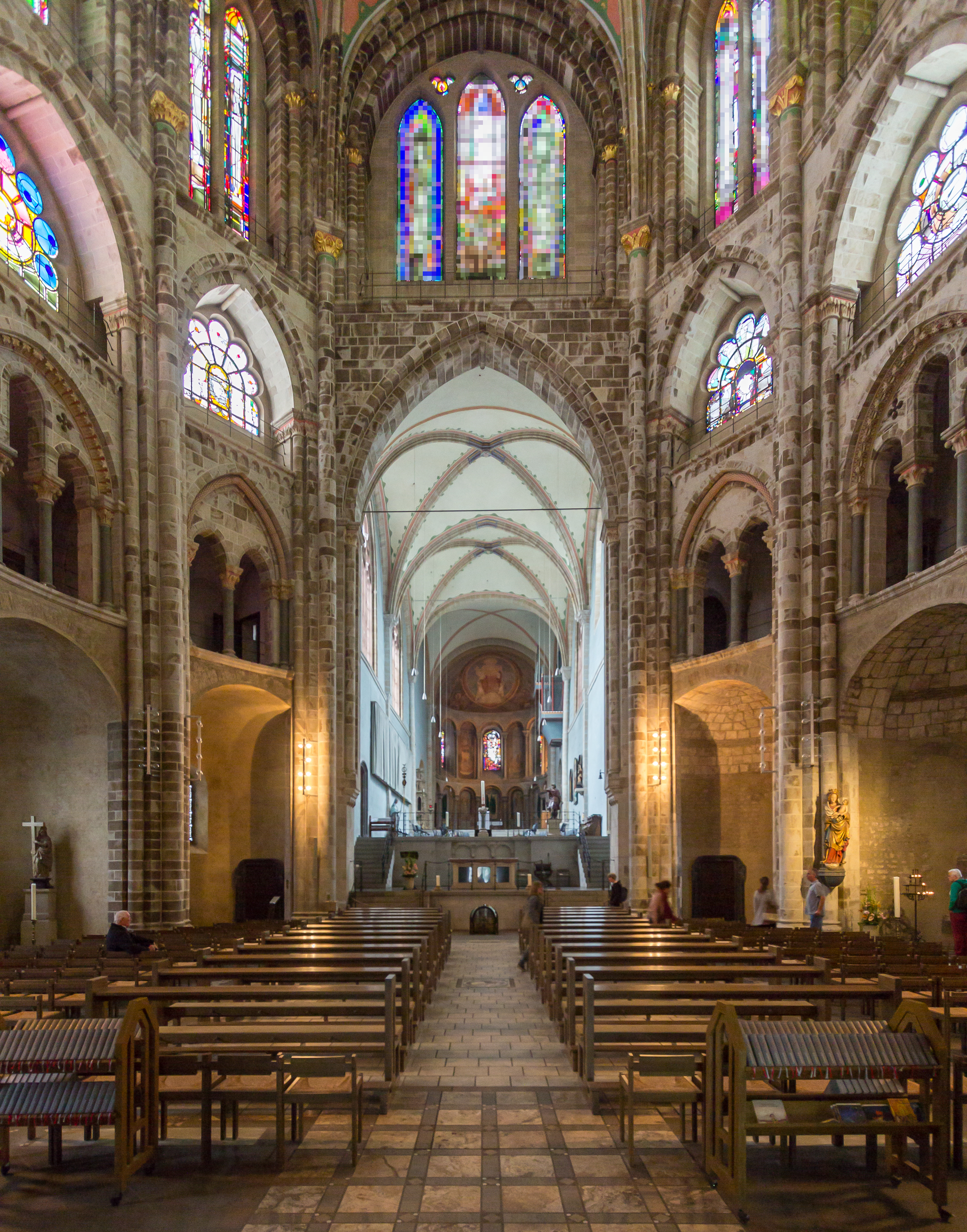
Interior de la nave
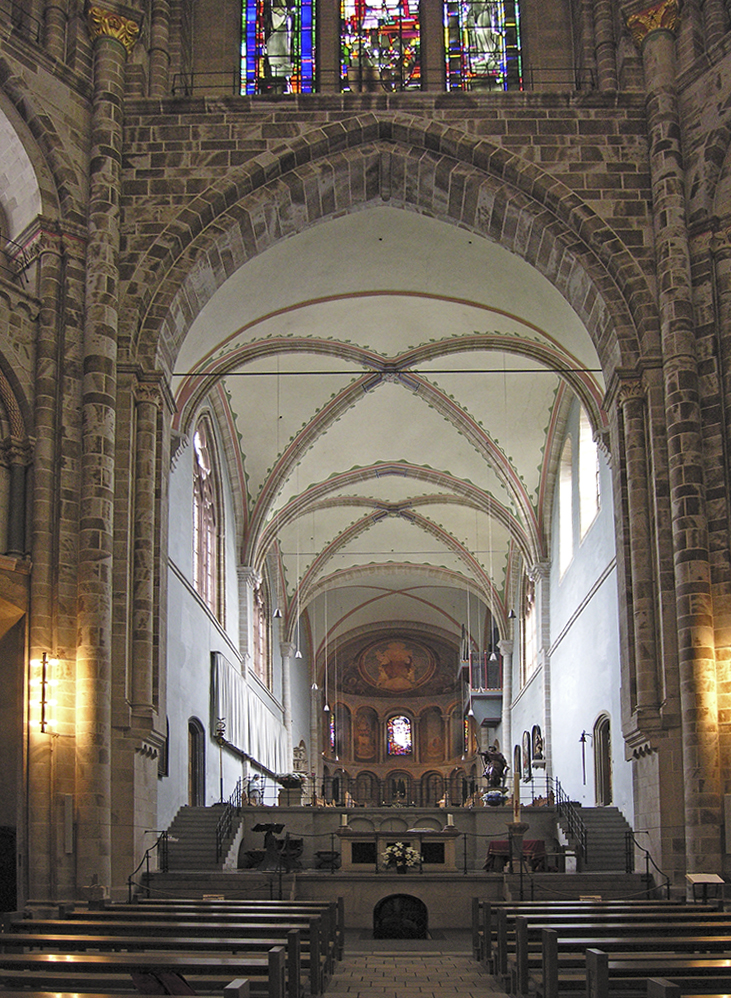
Interior de la nave, hacia el coro